# Успенский монастырь (Александров)
Успенский Александровский монастырь — православный женский монастырь Александровской епархии Русской православной церкви, расположенный на территории Александровской слободы в городе Александрове Александровского района Владимирской области.
Настоятельница — игуменья Иоанна (Смуткина).

## История
В годы правления царя Алексея Михайловича местные купцы из Александровской слободы обратились к настоятелю близлежащей Лукиановой пустыни игумену Лукиану за ходатайством перед царём о разрешении основать женский монастырь на развалинах царской резиденции в Александровской слободе, которая в начале XVII века была сильно разрушена поляками — в 1609 и 1611 годах её дважды захватывали отряды во главе с Яном Сапегой.
Согласно монастырской летописи Успенского женского монастыря, 15 апреля 1650 года царь Алексей Михайлович разрешает передать для «благаго дела» бывшую домовую церковь Александровского царского дворца, выстроенную Василием III, и примыкающую к ней с севера Каменную палату.
Игумен Лукиан был первым духовником Успенского женского монастыря. После его смерти (1654 год) духовником стал в 1658 году игумен Корнилий. Под его руководством началось строительство монастырских корпусов, которое продолжалось около 20 лет. Примерно в середине 1670-х годов к монастырю отошёл Троицкий собор.

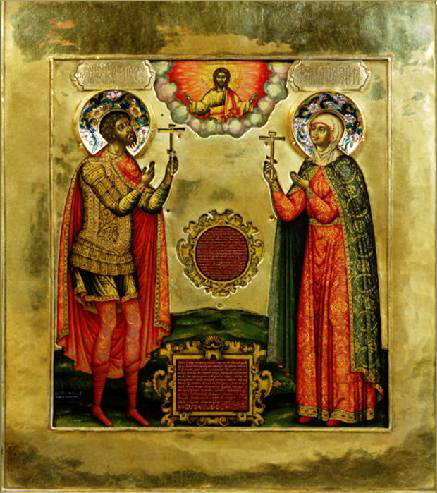
Икона «Св. Фёдор Стратилат и вмч. Агафья». Вклад царя Фёдора Алексеевича и царицы Агафьи Семёновны Грушецкой в Александровский Успенский монастырь

Государь Феодор Алексеевич вместе с царицей Агафьей Семёновной Грушецкой, поставили в иконостас Александровского Успенского монастыря икону святого Феодора Стратилата и святой мученицы Агафии.
В 1676—1677 годах в Успенском женском монастыре по решению игумена Корнилия в честь небесного покровителя царя Фёдора Алексеевича - великомученика Феодора Стратилата была возведена надвратная Феодоровская церковь. Сам государь передал в вечное владение монастырю 3 мельницы и своим указом установил ежегодное жалование 200 монахиням. Успенский женский монастырь начал обслуживать царскую винокурню.
В 1689 году ввиду имевших место слухов о том, что якобы царевна Софья со стрельцами замышляет убить царя Петра Алексеевича и вдовствующую царицу Наталью Кирилловну, напуганный 17-летний Пётр с матерью и женой Евдокией Фёдоровной бежал из своей резиденции в Преображенском селе сначала в Троице-Сергиев монастырь, а затем - в загородную царскую резиденцию в Александровой слободе. Вслед за Петром сюда приехали патриарх Иоаким и верные Петру пешие и конные полки, вошедшие в историю под названием «потешных». В 1694 году мать царя, царица Наталья Кирилловна Нарышкина, преподнесла в дар Успенскому женскому монастырю крест-мощевик с надписью «во здравие» своё, великого государя Петра I и внука своего царевича Алексея Петровича.
В 1698 году по приказу царя Петра I к Распятской церкви-колокольне были пристроены палаты для его сводной сестры царевны Марфы Алексеевны. Её Петр I подозревал в поддержке стрелецкого мятежа 1698 года. В Успенском женском монастыре Марфу Алексеевну насильно постригли в монахини с именем Маргарита. В палатах при Распятской церкви-колокольне царевна жила до конца своих дней, и до нашего времени в покоях сохранились некоторые её личные вещи: изразцовая печь — образец печной майолики конца XVII века, икона «Страшный суд» 1696 года и красивые настенные росписи. В 1708 году Марфа Алексеевна умерла. Её похоронили на монастырском кладбище, а через 10 лет по просьбе сестёр — царевен Марии и Феодосии останки инокини Маргариты перенесли в подклет церкви Сретенья Господня — небольшой одноглавый храм, построенный на территории Александровского кремля в XVII веке (обе сестры через несколько лет похоронены там же). До наших дней эта усыпальница не сохранилась.
В 1718 года Успенский женский монастырь стал тюрьмой и для первой жены Петра I — царицы Евдокии Фёдоровны. И поныне здесь находится картина с её изображением: в монашеском одеянии с раскрытой книгой в руках, под ней надпись славянской вязью: «Царица Евдокия Федоровна в монахинях, жена первая Петра Первого».
В советское время на территории бывшей крепости и упразднённого монастыря функционировал музей.

### Современный период
Возрождение женского монастыря началось в 1991 году по благословению епископа Владимирского и Суздальского Евлогия (Смирнова). Сегодня территорию Александровского кремля делят музей-заповедник «Александровская слобода» и возрождённый женский монастырь.
В 2011 году широко отмечался 20-летний юбилей возрождения Свято-Успенского женского Александровского монастыря.

## Архитектурный ансамбль
| Илл. | Название                                                                             | Описание                                                                                   |
| ---- | ------------------------------------------------------------------------------------ | ------------------------------------------------------------------------------------------ |
|      | Кремлёвские стены, Новгородские и Тверские врата                                     |                                                                                            |
|      | Покровская церковь                                                                   | (XVI—XVII вв.) — великокняжеский домовый храм. Примыкает к царским палатам                 |
|      | Распятская церковь-колокольня                                                        | (XVI—XVII вв.). К ней пристроены иноческие кельи царевны Марфы Алексеевны (Марфины палаты) |
|      | Троицкий собор                                                                       | (XVI—XVII вв.)                                                                             |
|      | Успенская церковь                                                                    |                                                                                            |
|      | Церковь Сретения Господня с больничным корпусом                                      |                                                                                            |
|      | Церковь великомученика Федора Стратилата (Надвратная церковь) c Никоновским корпусом | (1682, 1858—1890)                                                                          |
|      | Келейный корпус                                                                      |                                                                                            |
|      | Водоналивная палатка                                                                 |                                                                                            |
|      | Настоятельские покои                                                                 |                                                                                            |